# FC Zimbru Chișinău
El FC Zimbru Chișinău és un club moldau de futbol de la ciutat de Chișinău.

## Història
Evolució del nom:
- 1947: Dinamo Kishinev
- 1950: Burevestnik Kishinev
- 1958: Moldova Kishinev
- 1966: Avîntul Kishinev
- 1967: Moldova Kishinev
- 1972: Nistru Kishinev
- 1991: FC Zimbru Chișinău

## Palmarès
- Lliga moldava de futbol (8):
  - 1992, 1993, 1994, 1995, 1996, 1998, 1999, 2000
- Copa moldava de futbol (5):
  - 1997, 1998, 2003, 2004, 2007